# 主事
主事（しゅじ）は、現代の日本では、公的機関や各種の法人、団体に置かれる職員の職名の一種である。
戦前の官吏制度においては、比較的高い地位に位置づけられることが多かったが、戦後の国家公務員ではあまり用いられていない。戦後は、地方公共団体に勤務する吏員や、各種の法人、団体において比較的下級の正社員・正職員の職名として用いられている。地方公共団体において用いられる主事の職名は、一般的に定型的な事務に従事する下級の正規職員に充てられることが多く、民間企業でいうところの平社員にあたる。

## 国

### 戦前

#### 海軍省
高級官僚としての主事が置かれていた場合もある。明治20年代に海軍省の海軍大臣官房に置かれていた主事は、海軍大臣又は海軍次官の命を受けて（当初は海軍次官のみ）官房の事務を掌るものとされていた。また、主事を助けるものとして副主事も置かれていた。主事には海軍大佐が、副主事には主計監が、それぞれ充てられた。副主事はその後、主計大監が充てられることとなった。
明治30年4月1日以降は、副主事は廃止され、代わりに主事は2名とされた。主事は海軍上長官を以て充てられることとなった。明治31年には、主事は大臣の命を受けるのみで、次官の命は受けないものとされた。明治32年5月24日の改正で、主事に代わって副官が置かれることとなった。
海軍省主事を務めた者としては、山本権兵衛、伊東義五郎、世良田亮などがいる。

#### その他の官庁
内務省警保局にも主事が置かれていた（香川輝など）。警視庁官房にも主事が置かれていた（森岡二朗、上村健太郎など）。鉄道院にも主事が置かれていた（細野正文など）。

### 戦後
戦後の国家公務員では、かつての国会職員を除いて、主事の職名はあまり用いられていない。国会職員の主事は、国会職員の職制が成立した昭和20年代に、戦前の官吏制度における判任官に相当する定員内の下級の職員を呼称したものである。しかし、後に国会職員の主事の職名はより上位の職名であった参事に統合され、昭和30年代には消滅した。
地方公共団体で統計主事と称される職に相当する官職も、国では「統計官」と称するものと定められている。

## 地方公共団体
地方公共団体（自治体）における主事は多くの場合、末端の事務職という位置づけである。
主事は、地方自治法や地方公務員法に基づく職名ではないが、歴史的経緯等から今日でも多くの自治体では、「主事」の職名を条例や教育委員会規則に規定して、下級の職員の職名に採用している。指導主事、社会教育主事、建築主事といった法令に基づいて自治体に置かれる職の中に「主事」の語を含むものが多くみられるのも、同じ事情のためである。
通常、主事は都道府県庁・市役所などにおける担当者レベル（主任・係長より下の職のレベル）の事務吏員の職名として用いられる。しかし、東京都においては、課長補佐級以下の職層名、特別区においては、総括係長級以下の職層名として用いられているように、そうではないものも多い。
主事より上位の職名には、伝統的に副参事、参事、理事といったものがあるが、今日の自治体では肩書きの煩雑さを避けるため、係長、主査、課長補佐、課長、部長といった役職名をそのまま主事の上位のレベルの職にある者の職名として用いているものも多く、現在ではあまり見られない。先述の東京都・特別区における職層名は、古い職名の呼称を残す例である。
主事の下に主事補を置く自治体もあるが、もともと主事補とは雇用人のような定員外の職員が多く置かれていた時代に定員外職員の職名として用いられることが多かったもので、今日ではあまり例がない。主事補を置いている場合も、規定のみに存在があってほとんど任命が行われていないか、自治体の職員に任用されたばかりの初任者が短い期間任命されるだけという自治体もある。
なお、先述の指導主事等のように職層に関係なく用いられる例もあり、また三役より下の一般職の職員すべてを主事の職名で呼ぶこととしている地方公共団体もあるので、現在では主事は吏員と同じように、地方公務員の事務職一般を指す程度の意味しか有しないこともある。

## 特別支援学校
特別支援学校においては、小学部、中学部、高等部の各学部の統括にあたる教諭を、「(学部)主事」として充てる。学校によっては、主事に加えて副主事をあてがうこともある（いわゆる、学年主任の、学年全体を見るものと考えられる）。
副主事を充てる学校によっては、副主事が特別支援教育コーディネーターを兼務するケースもある。

## 民間企業
他の役職同様、その位置づけは企業ごとに異なる。
何らかの役職に対応付けている企業の場合、主任・係長・課長クラスを想定していることが多い。また企業によっては、主事となる場合に社内試験を課すところもあり、合格した場合は前述のクラスに昇格する候補者とされる。